# Systofte Skovby
Systofte Skovby – miasto w Danii, w regionie Zelandia, w gminie Guldborgsund.